# Артюхов Михайло Васильович
Михайло Васильович Артюхов (нар. 15 червня 1971, Буча, Київська область) — український лижний гонщик.

## Життєпис
Артюхов вперше стартував на міжнародному рівні на юніорському чемпіонаті світу з лижного спорту в 1991 році в Райт-ім-Вінклі. Там він здобув бронзу в бігу на 30 км вільним стилем та срібну медаль в естафеті. На чемпіонаті світу з лижних видів спорту 1993 року у Фалуні він фінішував 75-м у класичній дистанції в 10 км, 56-м у гонці переслідування та 46-м у класичній дистанції 30 км. Його найкращим результатом на Чемпіонаті світу з лижних видів спорту 1997 року в Тронгеймі було 58 місце в гонці переслідування та 16 місце в естафеті, а на Зимових Олімпійських іграх 1998 року в Нагано він посів 29 місце на 30 км класикою та 12 місце разом із Геннадієм Ніконом, Олександром Заровним і Миколою Поповичем у реле. У своєму останньому активному сезоні 1998/99 року він посів 32-е місце на дистанції 10 км класичним стилем на Зимовій Універсіаді 1999 року в Штрбске Плесо і 18-е місце в гонці переслідування, а на чемпіонаті світу з гірських лиж 1999 року в Рамзау-на-Дахштайні він посів 55-е місце на дистанції 10 км класичним стилем і 30 км вільним стилем, і 49-й у гонці переслідування.